# Typhlachirus caecus
Typhlachirus caecus är en fiskart som beskrevs av Hardenberg, 1931. Typhlachirus caecus ingår i släktet Typhlachirus och familjen tungefiskar. Inga underarter finns listade i Catalogue of Life.